# Burk
Pour les articles homonymes, voir Burk (homonymie).
Burk est une commune allemande de Bavière, située dans l'arrondissement d'Ansbach et le district de Moyenne-Franconie.

## Géographie

Situation de Burk (en rouge) dans l'arrondissement d'Ansbach, (communauté administrative en violet)

Burk est située dans le sud-ouest de l'arrondissement, à 15,5 km au nord-est de Dinkelsbühl et à 20,5 km au sud-ouest d'Ansbach, le chef-lieu.
Comprenant cinq quartiers, Burk appartient à la communauté administrative de Dentlein am Forst.

## Démographie
| 1910 | 1933 | 1939 | 1950 | 1961 | 1979  | 2002  | 2009  |
| ---- | ---- | ---- | ---- | ---- | ----- | ----- | ----- |
| 677  | 706  | 715  | 920  | 893  | 1 021 | 1 215 | 1 171 |

## Histoire
Burk est mentionnée pour la première fois en 1245 comme appartenant à l'évêché de Bamberg. Le village a été intégré au royaume de Bavière en 1803 et a été érigé en commune lors de la réforme administrative de 1818.
La commune a fait partie de l'arrondissement de Dinkelsbühl jusqu'à sa disparition.